# آيت العباس (آيت مزيان آيت العباس)
آيت العباس هو دُوَّار يقع بجماعة بوشاوون، إقليم فكيك، جهة الشرق في المملكة المغربية. ينتمي الدوّار لمشيخة آيت مزيان آيت العباس التي تضم 5 دواوير. يقدر عدد سكانه بـ 885 نسمة حسب الإحصاء الرسمي للسكان والسكنى لسنة 2004.

## وصلات خارجية
- البوابة الوطنية للجماعات الترابية
- المندوبية السامية للتخطيط